# Oswald Ducrot
Oswald Ducrot (27 de novembro de 1930 – 8 de junho de 2024) foi um linguista francês. Foi professor e pesquisador do Centre National de la Recherche Scientifique (CNRS) e da École des Hautes Études en Sciences Sociales (EHESS). Foi conhecido principalmente por suas obras no campo da enunciação. Ele desenvolveu a teoria da argumentação na língua, ao lado de Jean-Claude Anscombre.

## Carreira
Ducrot desenvolveu, com Jean-Claude Anscombre, uma teoria da argumentação na linguagem que consiste em apreender o desdobramento da argumentação não apenas no discurso, na aplicação prática das potencialidades linguísticas, mas no nível da própria linguagem. A ideia principal é que o objetivo principal da linguagem não é a representação do mundo, mas a argumentação. Em outras palavras, a linguagem natural não apenas mantém (às vezes parece dizer que não) um elo de referência ao mundo, mas constitui o lugar de troca de argumentos, cuja estrutura está alojada na linguagem.
Um dos exemplos sobre os quais Ducrot mais escreveu é a oposição que existe em francês entre "pouco" e "pouco". Assim, ele contrasta afirmações como "não estou com muita fome" e "estou com um pouco de fome". Imediatamente parece ao falante de francês que a primeira afirmação sugere que a pessoa não está com fome ou mal está com fome, enquanto a segunda indica que o falante está com fome. Ducrot fala, portanto, de orientações argumentativas inversas.